# Schizostachyum alopecurus
Schizostachyum alopecurus là một loài thực vật có hoa trong họ Hòa thảo. Loài này được (Stapf) Holttum miêu tả khoa học đầu tiên năm 1967.